# 1952年の国鉄スワローズ
1952年の国鉄スワローズ（1952ねんのこくてつスワローズ）では、1952年の国鉄スワローズの動向をまとめる。
この年の国鉄スワローズは、西垣徳雄監督の3年目のシーズンである。

## 概要
前年5位ながらも借金が大きく減ったことから西垣監督3年目はAクラス入りが期待されたが、この年も金田正一をはじめ投手陣の好投を打線が見殺しにし、さらに拙守から試合を落とすという悪循環は解消されず4月を7球団中5位で終え、前年優勝の読売ジャイアンツ（巨人）に8ゲーム差を付けられる最悪のスタートで、5月22日には名古屋ドラゴンズ戦の敗北で10連敗を記録した。この時点では通算12勝30敗、勝率.286の6位で、シーズン前にリーグ代表者会議で決まっていた「最終勝率が3割を切ったチームには処罰を下す」、すなわち他チームとの合併や消滅の危険性が生じるラインを下回っていた。しかし、24日に行われた5位松竹との直接対決で金田が2失点完投で勝利して連敗を止めて5位を奪回すると、5月中の残り4試合で2勝し、月間全体で4勝17敗にとどめた。6月は松竹や最下位（7位）広島カープとの5試合をいずれも3勝2敗、月間全体でも10勝7敗で勝ち越し、前半戦を65試合25勝40敗、勝率.386で終えた。後半戦は上位の巨人・大阪・名古屋相手に対する連戦の中で1勝は取り、4位大洋ホエールズを含む下位球団相手には勝ち越す粘り強さを発揮し、8月31日には残り26試合で早々と最終勝率3割到達を確定させた上、9月（9勝7敗）と10月（5勝4敗）にはいずれも月間で勝ち越した。また、10月6日から10日にかけては最下位に落ちた松竹に4連勝し、松竹の最終勝率3割未到達に大きな影響を与えた。
最終成績は5月までの不振が響き、借金は前年の13から7つ増えて20になり、首位の巨人に33ゲーム、さらに4位の大洋（翌年松竹と合併）に8ゲームも付けられてシーズンを終えた。投手陣は入団3年目で19歳の金田が269奪三振を記録し、自身初の主要タイトルとなる最多奪三振を獲得した。2ケタ勝利は24勝25敗の金田1人だったが、国鉄の名古屋鉄道管理局から新加入の大脇照夫が8勝16敗で防御率3.72、高卒2年目の井上佳明が7勝7敗で防御率3.31などで投げ抜き、チーム防御率は3.38と4位と健闘。打撃陣は中日で活躍したこともある杉浦清が25本塁打で気を吐き、ルーキー佐藤孝夫が14本塁打ながら45盗塁で俊足ぶりを見せ、新人王となった。打線はチーム打率が5位に終わったものの、67本塁打はリーグ3位で、154盗塁もリーグ2位となった。この年からプロ野球でフランチャイズ制が導入され巨人とともに後楽園球場をホームグラウンドにすることになった。

## チーム成績

### レギュラーシーズン
| 1 | 左 | 土屋五郎 |
| 2 | 遊 | 中村栄   |
| 3 | 右 | 藤田宗一 |
| 4 | 一 | 森谷良平 |
| 5 | 三 | 杉浦清   |
| 6 | 中 | 初岡栄治 |
| 7 | 捕 | 佐竹一雄 |
| 8 | 二 | 福田勇一 |
| 9 | 投 | 金田正一 |

| 順位 | 4月終了時 | 4月終了時 | 5月終了時 | 5月終了時 | 6月終了時 | 6月終了時 | 7月終了時 | 7月終了時 | 8月終了時 | 8月終了時 | 9月終了時 | 9月終了時 | 最終成績 | 最終成績 |
| ---- | --------- | --------- | --------- | --------- | --------- | --------- | --------- | --------- | --------- | --------- | --------- | --------- | -------- | -------- |
| 1位  | 巨人      | --        | 巨人      | --        | 巨人      | --        | 巨人      | --        | 巨人      | --        | 巨人      | --        | 巨人     | --       |
| 2位  | 名古屋    | 2.5       | 大洋      | 3.0       | 大阪      | 5.5       | 大阪      | 3.0       | 大阪      | 6.0       | 大阪      | 5.5       | 大阪     | 3.5      |
| 3位  | 大洋      | 4.0       | 大阪      | 3.0       | 名古屋    | 5.5       | 名古屋    | 6.5       | 名古屋    | 7.0       | 名古屋    | 7.0       | 名古屋   | 7.0      |
| 4位  | 大阪      | 4.5       | 名古屋    | 5.0       | 大洋      | 12.5      | 大洋      | 12.5      | 大洋      | 18.5      | 大洋      | 21.5      | 大洋     | 25.0     |
| 5位  | 国鉄      | 8.0       | 松竹      | 18.0      | 国鉄      | 21.0      | 国鉄      | 25.0      | 国鉄      | 31.5      | 国鉄      | 31.5      | 国鉄     | 33.0     |
| 6位  | 松竹      | 9.0       | 国鉄      | 18.5      | 松竹      | 24.5      | 松竹      | 29.0      | 広島      | 37.5      | 広島      | 43.5      | 広島     | 44.5     |
| 7位  | 広島      | 10.5      | 広島      | 19.0      | 広島      | 25.5      | 広島      | 29.5      | 松竹      | 39.5      | 松竹      | 44.0      | 松竹     | 48.0     |

| 順位 | 球団             | 勝 | 敗 | 分 | 勝率 | 差   |
| 1位  | 読売ジャイアンツ | 83 | 37 | 0  | .692 | 優勝 |
| 2位  | 大阪タイガース   | 79 | 40 | 1  | .664 | 3.5  |
| 3位  | 名古屋ドラゴンズ | 75 | 43 | 2  | .636 | 7.0  |
| 4位  | 大洋ホエールズ   | 58 | 62 | 0  | .483 | 25.0 |
| 5位  | 国鉄スワローズ   | 50 | 70 | 0  | .417 | 33.0 |
| 6位  | 広島カープ       | 37 | 80 | 3  | .316 | 44.5 |
| 7位  | 松竹ロビンス     | 34 | 84 | 2  | .288 | 48.0 |

## オールスターゲーム1952
| ファン投票 | 選出なし |
| 監督推薦   | 金田正一 |

## 表彰選手
| リーグ・リーダー | リーグ・リーダー | リーグ・リーダー | リーグ・リーダー |
| 選手名           | タイトル         | 成績             | 回数             |
| ---------------- | ---------------- | ---------------- | ---------------- |
| 佐藤孝夫         | 新人王           |                  |                  |
| 金田正一         | 最多奪三振       | 269個            | 2年連続2度目     |

| ベストナイン |
| ------------ |
| 選出なし     |